# Dragon Skin Body Armor

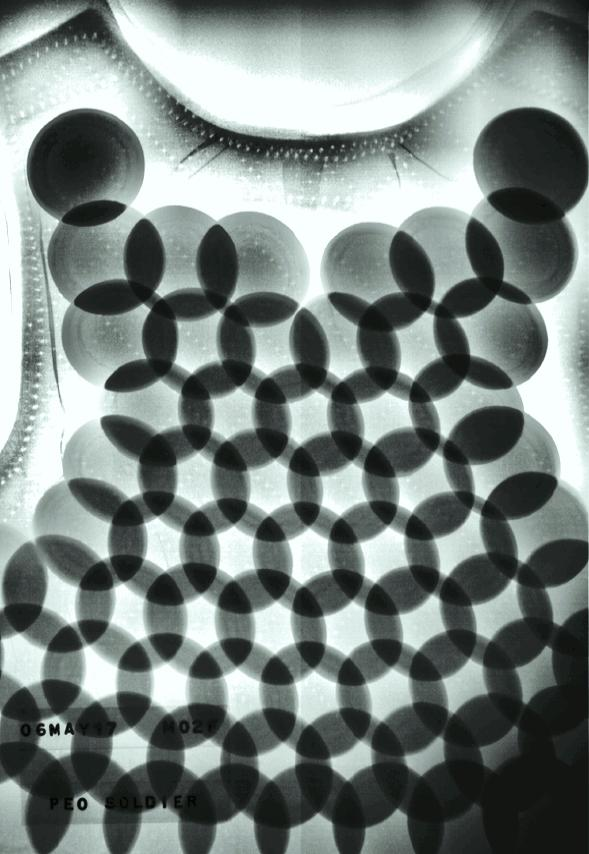
Röntgenaufnahme einer Dragon-Skin-Schutzweste

Dragon Skin Body Armor ist eine hartballistische, beschusshemmende Weste. Charakteristisch ist ihre Herstellung aus schuppenartig überlappenden, runden Scheiben. Sie wurde von der inzwischen insolventen amerikanischen Firma Pinnacle Armor entwickelt.

## Modelle
Zurzeit gibt es zwei Versionen: die SOV2000 (SK3) und die SOV3000 (SK4). Sie werden in verschiedenen Modellen gefertigt, die unterschiedlich große Flächen abdecken. Die Schutzklasse der SOV2000 wurde im Dezember 2006 von der NIJ bestätigt und im August 2007 widerrufen.

## Funktion
Die Dragon Skin hat das gleiche Funktionsprinzip wie normale hartballistische Platten in einer beschusshemmenden Weste der Schutzklasse-3 oder Schutzklasse-4. Hartballistische Einlagen werden zum Schutz vor Beschuss von Langwaffen verwendet, die Körperpanzerung mit einer niedrigeren Schutzklasse durchschlagen würden. Dabei soll ein extrem hartes Material das Projektil stoppen, oder zumindest so verlangsamen und deformieren, dass die darunter liegende weichballistische Einlage (z. B. aus Kevlar oder Dyneema) nicht durchschlagen wird. Bei der Dragon Skin Weste wird das Prinzip des Schuppenpanzers angewendet, das zuvor z. B. von fränkischen Reitern im frühen Mittelalter oder der Sowjetarmee in den 1980er Jahren genutzt wurde. Dabei besteht die Einlage in der Weste nicht aus einer massiven Platte, sondern aus zahlreichen kleinen, runden „Schuppen“ von etwa 5 cm Durchmesser, die sich gegenseitig überlappen und an einem Textiluntergrund befestigt sind. Dieses Prinzip ermöglicht eine verbesserte Flexibilität im Gegensatz zu einer klassischen Platte. Deshalb kann mit einer einzelnen Einlage eine größere Fläche am Torso abgedeckt werden, da die Beweglichkeit zumindest teilweise erhalten bleibt. Außerdem kann diese Form der Hartballistik ab einer bestimmten Größe mehr Projektile stoppen, da bei einem Treffer nicht die Struktur der gesamten Platte in Mitleidenschaft gezogen wird, sondern nur die jeweils beteiligten Elemente.

## Kritik
Da sich die einzelnen Elemente überlappen, erhöht sich auch das Gewicht um 30–60 %. So wiegt z. B. eine moderne SK3-Platte von 10″ × 12″ Größe 1,35 kg, während eine Dragon-Skin-Einlage der gleichen Schutzklasse 2,22 kg wiegt. Außerdem werden diese Westen zurzeit nur von einer Firma vertrieben und sind sehr teuer.
Der Nutzwert dieses Verfahrens ist umstritten, da andere moderne hartballistische Einlagen ebenfalls in der Lage sind, mehreren Treffern standzuhalten. Die Flexibilität ist bei der Nutzung von Einlagen der Größe 10″ × 12″ ebenfalls von nur geringer Bedeutung, da beim militärischen Einsatz die persönliche Ausrüstung in Form von verschiedenen Tragesystemen die Beweglichkeit auch in Kombination mit einer Dragon-Skin-Weste einschränken würde, jedoch wurde Dragon Skin bereits von US-Soldaten im Einsatz getragen und als deutlich komfortabler und flexibler empfunden, trotz eines hohen Gewichtes. Die Flexibilität der SK3- und SK4-Systeme werden erst von signifikanter Bedeutung, wenn der komplette Torso mit möglichst wenigen Lücken abgedeckt werden soll. So können in Standardversionen große Teile des Oberkörpers mit hartballistischem Schutz versehen werden. Dabei ist das hohe Gewicht jedoch ein Nachteil, da nicht nur das Gewicht der zusätzlich abgedeckten Fläche getragen werden muss, sondern auch das erhöhte Gewicht des Systems selber.
Es muss jedoch erwähnt werden, dass ein größerer Schutz des Oberkörpers auch mit anderen hartballistischen Einlagen erreicht werden kann, indem weitere kleinere Schutzplatten in Ergänzung zum bestehenden System angebracht werden, diese Westen wären dann jedoch weitaus schwerer als Dragon Skin.